# Kokkinos Pyrgos
Kokkinos Pyrgos (griechisch Κόκκινος Πύργος (m. sg.) ‚Roter Turm‘) ist ein Hafenort im Süden der griechischen Insel Kreta. Er gehört als Teil der Stadt Tymbaki zum Gemeindebezirk Tymbaki in der Gemeinde Festos. Der Name des Ortes geht auf einen roten Lehmturm zurück, von dem jedoch nichts weiter bekannt ist.

## Tourismus

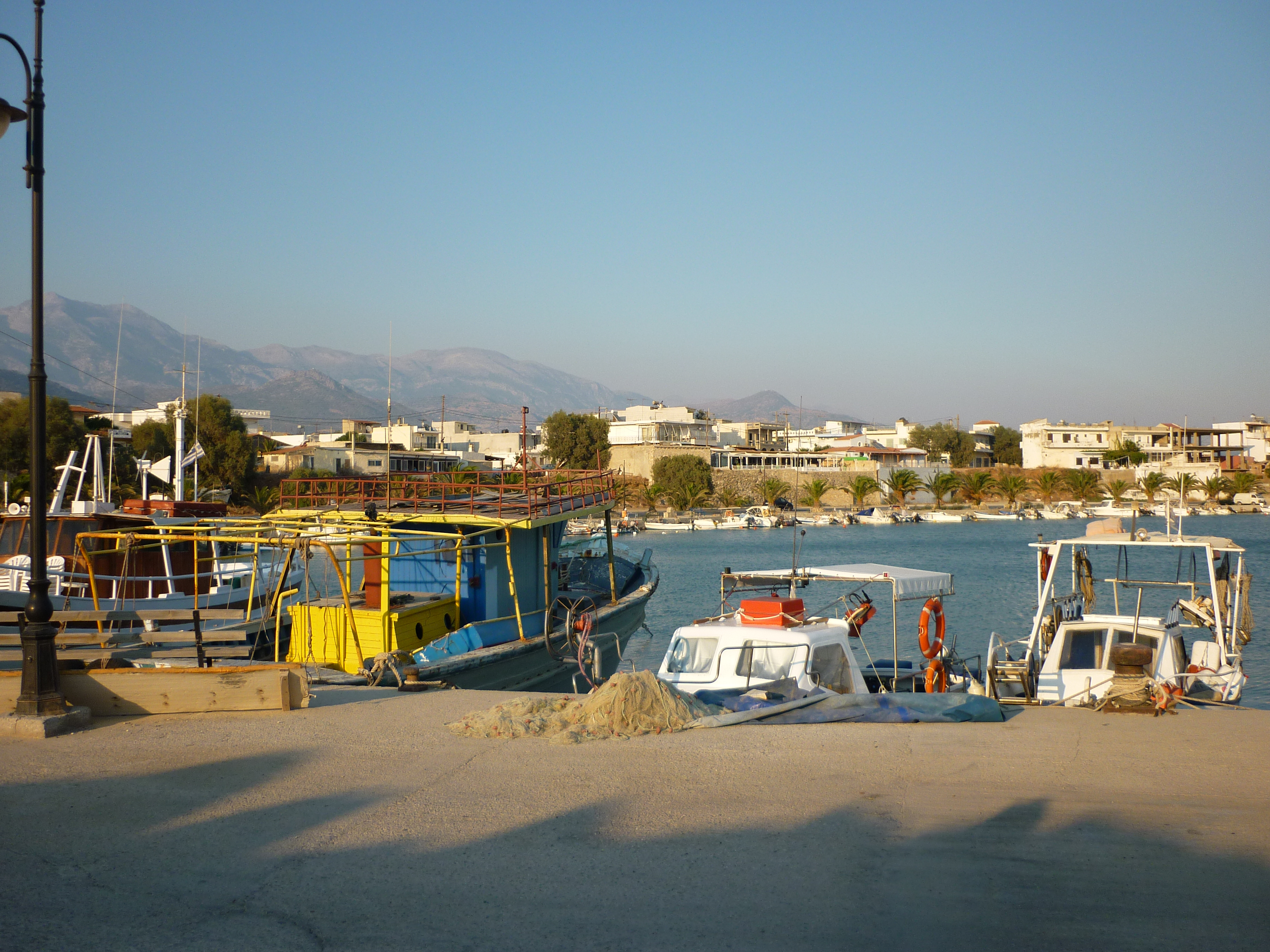
Hafen von Kokkinos Pyrgos, im Hintergrund das Psiloritis-Gebirge.

In Kokkinos Pyrgos hat der Massentourismus noch nicht Einzug gehalten und es gibt nur einige kleinere Hotels. Südlich des Hafens erstreckt sich der kilometerlange Sand-Kies-Strand von Katalyki (griechisch Καταλυκή ‚Ende‘), der jedoch wegen der Umzäunung des Militärflugplatzes Tymbaki nur auf einer Länge von etwa einem Kilometer als Badestrand genutzt werden kann. Im Sommer werden von Kokkinos Pyrgos Bootsausflüge zu den Paximadia-Inseln angeboten.
Von Juni bis September nutzen Schildkröten der Art Unechte Karettschildkröte den Strand von Katalyki zur Eiablage. In dieser Zeit betreuen freiwillige Mitarbeiter der Organisation Archelon die Nester, markieren und umzäunen diese und versuchen so den Tourismus und den Naturschutz in Einklang zu bringen.
Im Jahre 2005 begann man mit den Planungen eines großen Containerhafens wenige Kilometer nördlich von Kokkinos Pyrgos. Es kam zu Protesten der Bevölkerung und im Januar 2009 verkündete man schließlich, dass es keinen Containerhafen geben wird.

### Küstenwanderung
Vom Hafen von Kokkinos Pyrgos kann dem Küstenverlauf in nordwestlicher Richtung zum Nachbarort Agia Galini gefolgt werden. Für die nur bei ruhiger See mögliche Tour ist eine Gehzeit von gut eineinhalb Stunden einzuplanen.

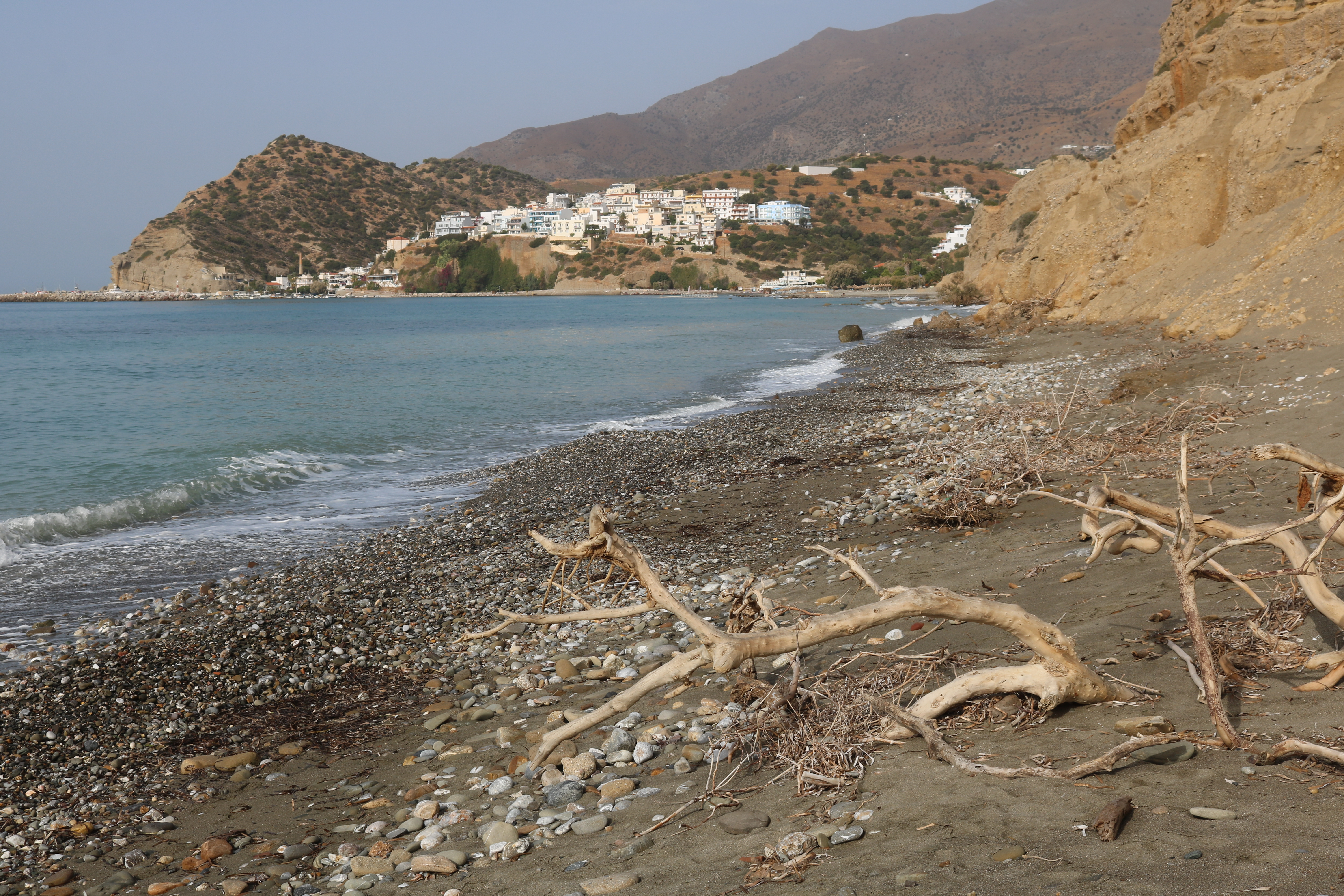
Küste zwischen Kokkinos Pyrgos und Agia Galini
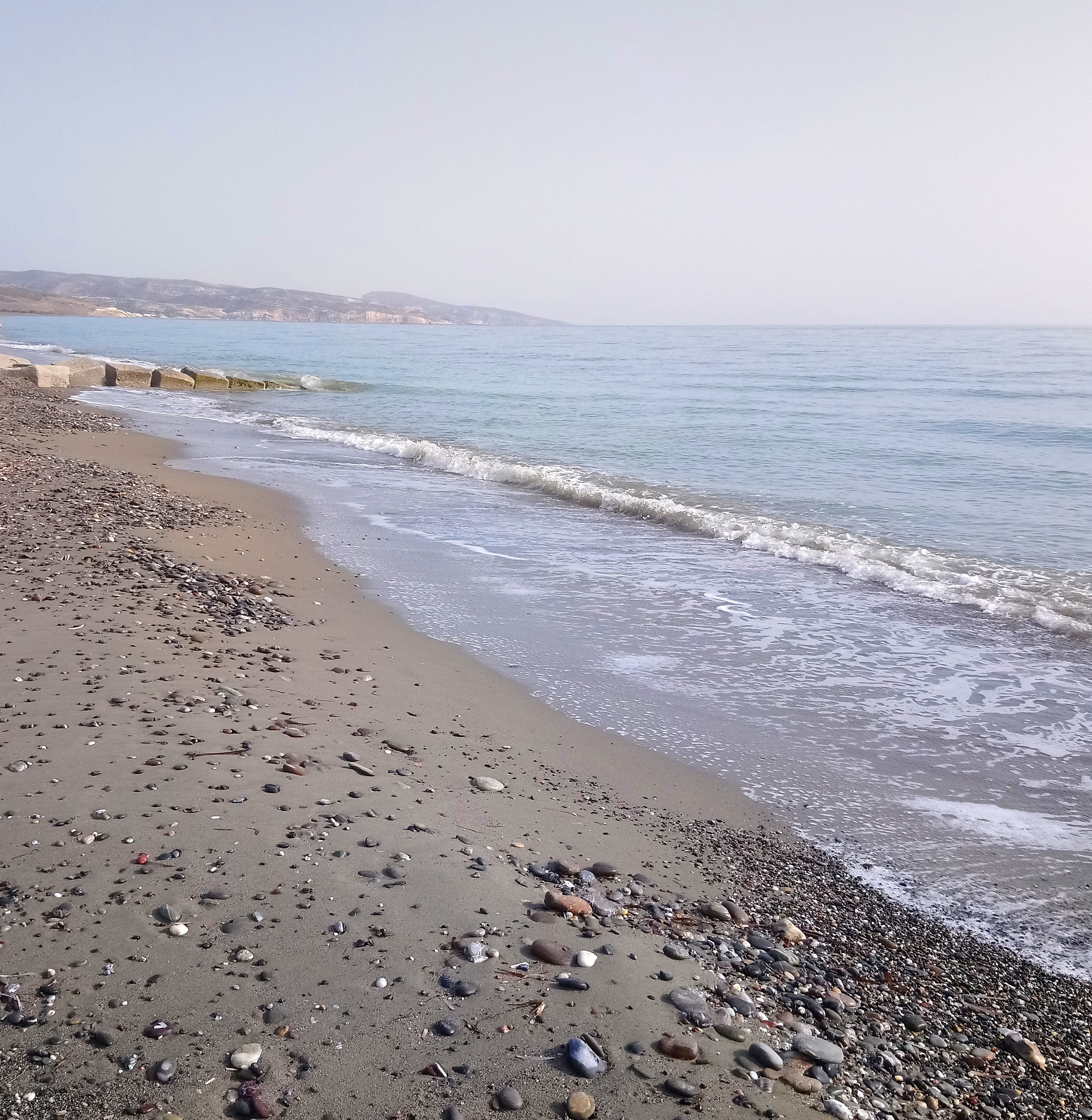
Strand bis zur Absperrung am Militärflugplatz Tymbaki
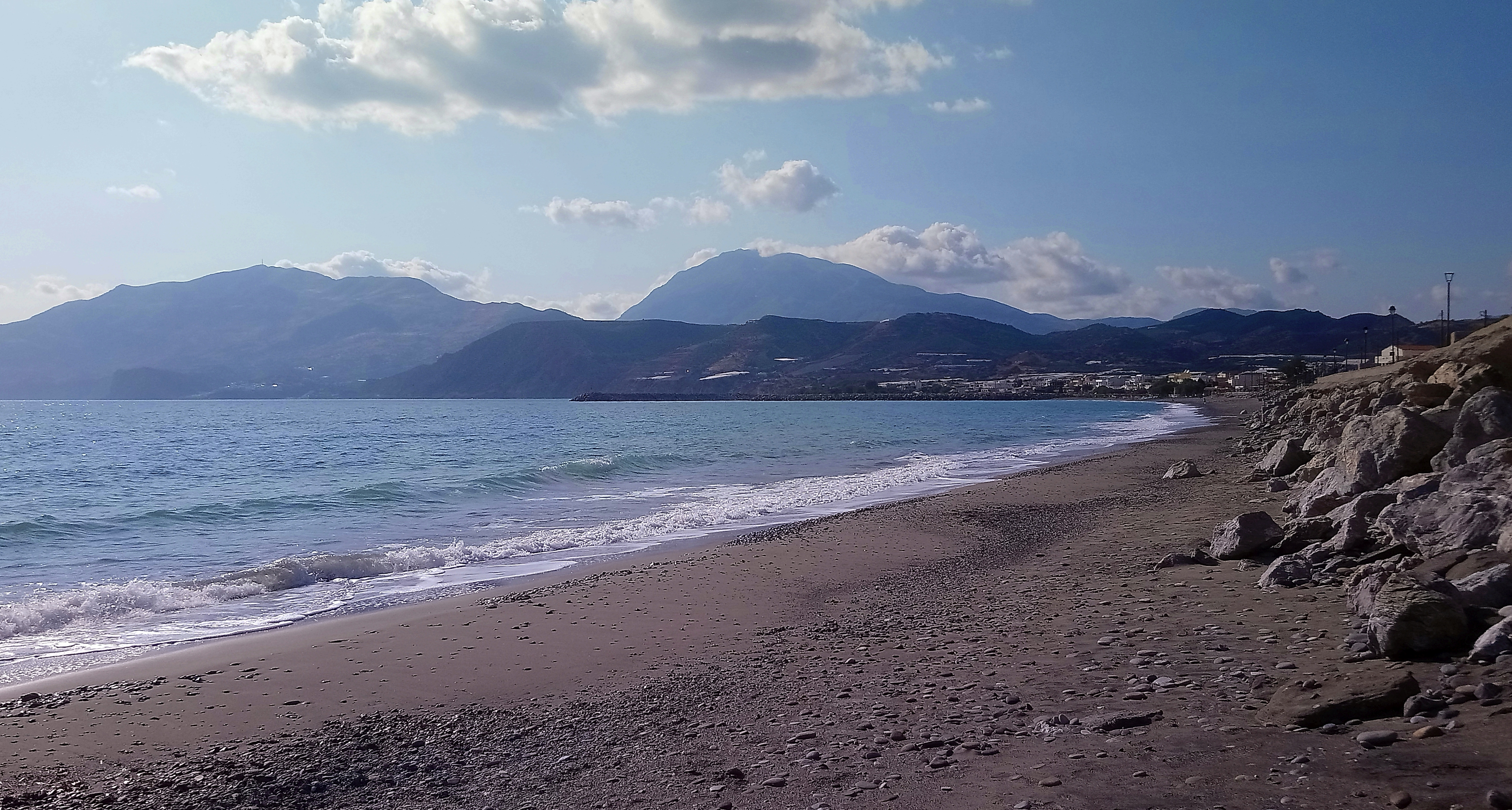
Strand Richtung Ortszentrum
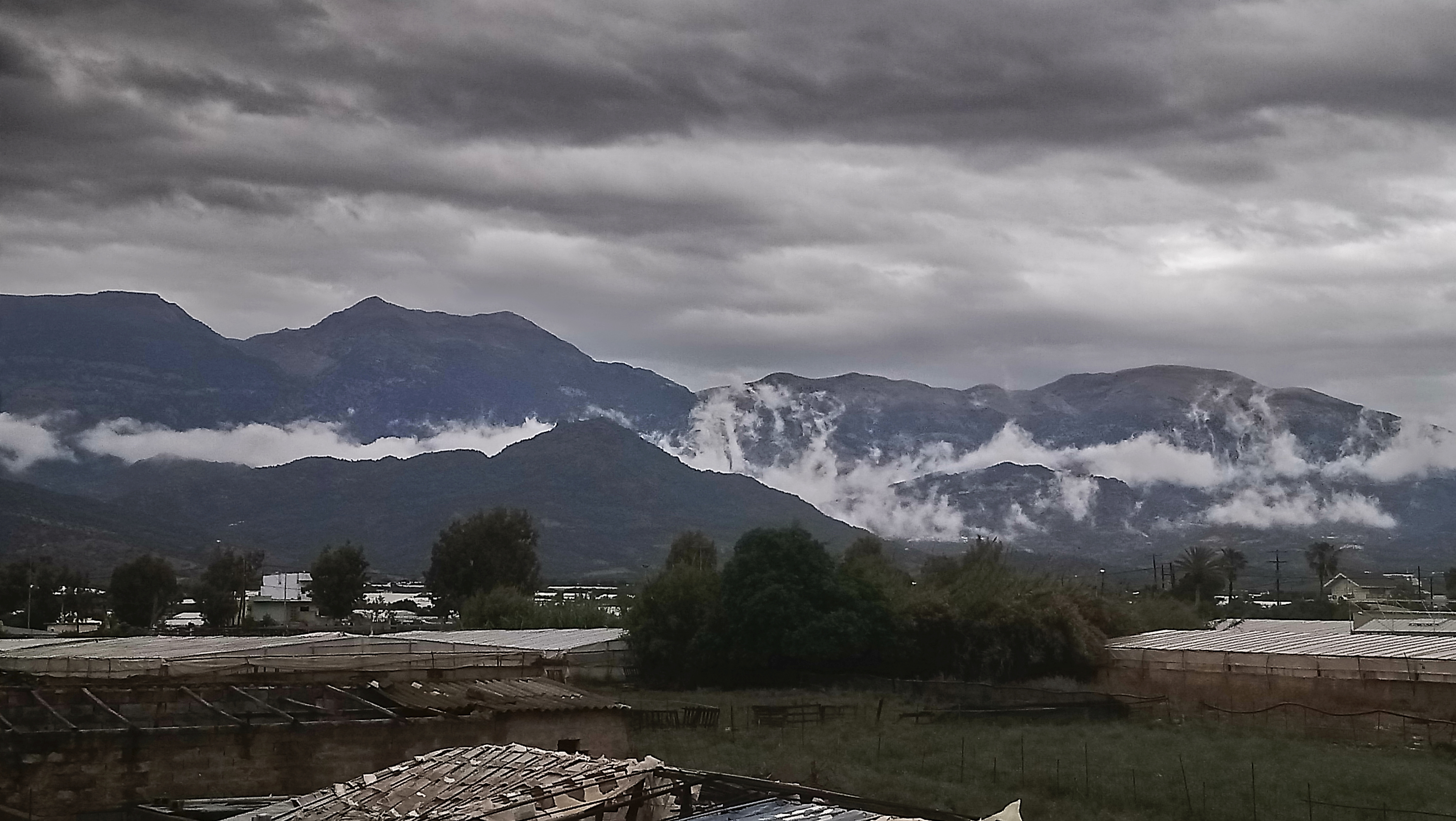
Blick über die Gewächshäuser auf das Psiloritis-Gebirge